# Мухаммед Беррада
Муха́ммед Беррад́а (араб. محمد برادة; *14 травня1938, Рабат, Марокко) — марокканський прозаїк, літературний критик і перекладач, що пише арабською мовою. Його вважають одним із найважливіших сучасних авторів Марокко; живе і працює в Брюсселі (Бельгія).

## З життєпису
Освіту почав на батьківщині, потім продовжив вивчати літературознавство у Франції.
У період від 1976 до 1983 року очолював Спілку письменників Марокко. 
Протягом декількох десятиліть викладав арабську літературу на філологічному факультеті Університету Мохаммеда V у Рабаті.
Член консультативної ради марокканського літературного часопису Prologue. 
2008 року, у рік заснування і першого вручення Міжнародної премії з арабської літератури був членом журі з присудження.
Від 26 липня 1977 року Мухаммед Беррада одружений з палестинською дипломаткою Лейлою Шахід.

## З творчості
Беррада — представник літературного руху, який прагнув експериментувати з новими техніками письма — те, що марокканські критики називають attajrib («експериментування»). Текст не надає сюжету великої ваги і написаний самостійними сценами, образами, думками та портретами. У сфері мови важливу роль відіграють діалекти, такі як фассі (діалект Феса), разом із грою слів та алюзіями.
Вибрана бібліографія
- Dirāsāt fī al-qiṣṣah al-ʻArabiyah : Waqāʼiʻ nadwat Miknās (Bayrūt : Muʼassasat al-Abḥāth al-ʻArabiyah, 1986.);
- L'ubat al-Nisyan (Rabat: Dar al-Aman, 1986.);
- Al-Daw al-harīb (1993);
- Le théâtre au Maroc : tradition, expérimentation et perspectives (Presses Universitaires du Septentrion, 1998);
- Like a summer that will not come back (Sinbad, 2001);
- Imraʼat al-nisyān : riwāyah (Casablanca: Nashr al-Fanak, 2001);
- Faḍāʼāt riwāʼīyah (Rabat: Wizārat al-Thaqāfah, 2003);
- Siyāqāt thaqāfīyah : mawāqif, mudākhalāt, marāfi (Rabat: Wizārat al-Thaqāfah, 2003).

Твори письменника перекладено англійською, французькою, іспанською, російською мовами.